# 滝口茂
滝口 茂（たきぐち しげる、1951年（昭和26年）5月11日 - ）は、日本の政治家。宮城県柴田郡柴田町長（6期）。仙南地域職業訓練協会会長、仙南地域広域行政事務組合理事長などを務めている。

## 来歴
宮城県柴田郡船岡町（現在の柴田町）に生まれる。1974年（昭和49年）3月、東北学院大学経済学部経済学科を卒業後し、宮城県庁に入庁した。その後、大河原地方県事務所の振興室長を務めた。

### 2002年柴田町長選挙
振興室長時代、当時の宮城県知事である浅野史郎の代理として出席した柴田町さくらの会主催による桜植栽1000本記念式典を契機に、柴田町さくらの会に入会した。その後、柴田町の一目千本桜を有名にしたい思いと、住民との協働によるまちづくりを実現するという思いから、宮城県庁を2002年（平成14年）3月に退官し、柴田町長選挙への立候補の意思を固めた。
同年7月2日に前町長・平野博の任期満了に伴い告示された柴田町長選挙で滝口は無所属で立候補した。選挙では現職の平野博を抑え12,296票を獲得、同年7月7日に初当選を果たした。
※当日有権者数：30,711人 最終投票率：68.16%（前回比：-pts）
| 候補者名 | 年齢 | 所属党派 | 新旧別 | 得票数   | 得票率 | 推薦・支持 |
| -------- | ---- | -------- | ------ | -------- | ------ | ---------- |
| 滝口茂   | 51   | 無所属   | 新     | 12,296票 | 59.2%  |            |
| 平野博   | 80   | 無所属   | 現     | 8,466票  | 40.8%  |            |

### 2006年柴田町長選挙
2006年（平成18年）7月4日に任期満了に伴い告示された柴田町長選挙では、滝口と新人1名が立候補した。選挙では新人1名を抑え10,064票を獲得し、2選を果たした。
※当日有権者数：30,711人 最終投票率：56.72%（前回比：-11.44pts）
| 候補者名 | 年齢 | 所属党派 | 新旧別 | 得票数   | 得票率 | 推薦・支持 |
| -------- | ---- | -------- | ------ | -------- | ------ | ---------- |
| 滝口茂   | 55   | 無所属   | 現     | 10,064票 | 57.3%  |            |
| 舟山彰   | 49   | 無所属   | 新     | 7,499票  | 42.7%  |            |

### 2010年柴田町長選挙
2010年（平成22年）7月6日に任期満了に伴い告示された柴田町長選挙では無投票で3選を果たした。

### 2014年柴田町長選挙
2014年（平成26年）7月1日に任期満了に伴い告示された柴田町長選挙では、滝口と新人2名が立候補し、滝口にとっては8年ぶりの選挙戦となった。選挙では新人2名を抑え8,598票を獲得し、4選を果たした。
※当日有権者数：31,140人 最終投票率：52.37%（前回比：-pts）
| 候補者名   | 年齢 | 所属党派 | 新旧別 | 得票数  | 得票率 | 推薦・支持 |
| ---------- | ---- | -------- | ------ | ------- | ------ | ---------- |
| 滝口茂     | 63   | 無所属   | 現     | 8,598票 | 53.3%  |            |
| 勅使瓦正樹 | 55   | 無所属   | 新     | 5,490票 | 34.0%  |            |
| 柴田民雄   | 61   | 無所属   | 新     | 2,044票 | 12.7%  |            |

### 2018年柴田町長選挙
2018年（平成30年）7月3日に任期満了に伴い告示された柴田町長選挙では無投票で5選を果たした。

### 2022年柴田町長選挙
2022年（令和4年）7月5日に任期満了に伴い告示された柴田町長選挙では無投票で6選を果たした。

## 政策・主張
- 町長就任時に問題となった小泉内閣による地方交付税交付金の6兆円に及ぶ減額では町政に大きな影響を及ぼしたが、地方創生推進交付金制度を活用した政策を行い[2]、補助金を最大限活用する町政との評価もある[10]。
  - 地方創生推進交付金制度で計10個の政策を申請し、うち9個の申請が通過したことについて滝口は「県の地域振興課長時代、市町村への補助金を配分する審査を経験しており、審査する側のポイントを知っていたためです」と語っている[2]。
- 町長就任から今日に至るまで「花のまち柴田」としてのブランド化を掲げ、外国人観光客の誘致やプロモーション活動を展開している[11]。
- 2022年柴田町長選挙の街頭演説では「柴田町が次に目指すのは、美しく、元気で、快適なガーデンシティであります」と述べ[12]、ガーデン・ツーリズム認証制度への申請を掲げている[2]。

## 人物
- 趣味は読書、旅行[1]。
- 夢は「白石川の一目千本桜と船岡城址公園を跨線橋で結ぶこと」であり、政治家を目指す大きな動機の一つと滝口は語っている[2]。なお、2015年（平成25年）3月に「しばた千桜橋」として実際に開通している[11]。